# RAC3
RAC3 (англ. Rac family small GTPase 3) – білок, який кодується однойменним геном, розташованим у людей на короткому плечі 17-ї хромосоми. Довжина поліпептидного ланцюга білка становить 192 амінокислот, а молекулярна маса — 21 379.
| 10         |  | 20         |  | 30         |  | 40         |  | 50         |
| ---------- |  | ---------- |  | ---------- |  | ---------- |  | ---------- |
| MQAIKCVVVG |  | DGAVGKTCLL |  | ISYTTNAFPG |  | EYIPTVFDNY |  | SANVMVDGKP |
| VNLGLWDTAG |  | QEDYDRLRPL |  | SYPQTDVFLI |  | CFSLVSPASF |  | ENVRAKWYPE |
| VRHHCPHTPI |  | LLVGTKLDLR |  | DDKDTIERLR |  | DKKLAPITYP |  | QGLAMAREIG |
| SVKYLECSAL |  | TQRGLKTVFD |  | EAIRAVLCPP |  | PVKKPGKKCT |  | VF         |

A: Аланін

C: Цистеїн

D: Аспарагінова кислота

E: Глутамінова кислота

F: Фенілаланін

G: Гліцин

H: Гістидин

I: Ізолейцин

K: Лізин

L: Лейцин

M: Метіонін

N: Аспарагін

P: Пролін

Q: Глутамін

R: Аргінін

S: Серин

T: Треонін

V: Валін

W: Триптофан

Білок має сайт для зв'язування з нуклеотидами, ГТФ. 
Локалізований у клітинній мембрані, цитоплазмі, цитоскелеті, мембрані, клітинних відростках.